# Centre de Recherches Mathématiques
Das Centre de recherches mathématiques (CRM) an der Université de Montréal ist ein Forschungsinstitut für Mathematik, das 1968 gegründet wurde. Es hat den Status eines nationalen kanadischen Forschungsinstituts.
Sie haben etwa 100 fest angestellte Wissenschaftler und Post-Doktoranden (2011). An ihren zehn Forschungslaboratorien arbeiten über 200 Wissenschaftler von Universitäten aus dem Raum Québec und Ontario. Der zweite Schwerpunkt sind thematische Programme im Rahmen internationaler Workshops und Kongresse, die sie seit den 1980er Jahren mit jährlich rund 1500 Gastwissenschaftlern durchführen.
Das CRM gibt eine Reihe von Monographien heraus (CRM Monograph Series).
Es wird vom NSERC (Natural Sciences and Engineering Research Council Canada), dem FRQNT (Fonds québécois de la recherche - Nature et technologies), der National Science Foundation (NSF) der USA, dem Clay Mathematics Institute, mit NATO Fördermitteln, den an ihr beteiligten Universitäten, industriellen Partnern und privaten Förderern finanziert. Unter den privaten Stiftern ragt insbesondere André Aisenstadt (1912–2001) und seine Stiftung hervor. In seinem Namen wird der André Aisenstadt Prize vergeben. 
Weitere bedeutende mathematische Forschungsinstitute in Kanada sind das Fields Institute in Toronto und das Pacific Institute for the Mathematical Sciences (PIMS) in Vancouver. Mit diesen vergibt das CRM den CRM-Fields-PIMS Prize. Mit der Canadian Association of Physicists vergeben sie den CAP-CRM Prize.